# Фёдоров, Иван Ильич
Иван Ильич Фёдоров (1915—1943) — лётчик-штурмовик, командир эскадрильи 135-го штурмового авиационного полка 308-й штурмовой авиационной дивизии 3-го штурмового авиационного корпуса. Капитан. Участник Великой Отечественной войны. Герой Советского Союза.

## Биография
Родился в деревне Солнцево (ныне — Урицкого района Орловской области) 12 ноября 1915 года. Русский. В 14 лет (в 1929 году) вместе с семьёй переехал в город Сталино (ныне город Донецк, Украина), где окончил школу. Работал на Путиловском заводе «Русского общества» (переименован в завод «Точмаш»). Занимался в аэроклубе. В РККА с 10 ноября 1938 года. В возрасте 23-х лет поступил в Ворошиловградскую школу пилотов, которую окончил в 1941 году. Был направлен в 135-й бомбардировочный авиационный полк. Летал на самолётах Су-2. Член ВЛКСМ с 1936 года. Член ВКП(б) с 1942 года.
На фронтах Великой Отечественной войны — с 23 сентября 1941 года. Воевал на Юго-Западном, Сталинградском, Брянском фронтах.
За период с октября 1941 года по июнь 1942 года выполнил 104 боевых вылета, сбросил 25300 кг бомб, израсходовал 5750 патронов, сбросил 567000 листовок. Первую награду — орден Красной Звезды пилот 2-й авиационной эскадрильи 135-го ближнебомбардировочного авиационного полка сержант Фёдоров получил 29 декабря 1941 года за проведенные 17 боевых вылетов и 5 воздушных боёв. В июле 1942 года пилот 135-го ближнебомбардировочного авиационного полка лейтенант Федоров награждён Орденом Красного Знамени. На самолёте Су-2 выполнил 158 успешных боевых вылетов.
В мае 1943 года переучился на новый самолёт — Ил-2. Полк переименован в 135-й штурмовой авиационный полк. Фёдоров в совершенстве овладел дневной и ночной подготовкой на самолёте Ил-2. В полку вырос от рядового лётчика до командира эскадрильи. Как написано в представлении на звание Героя Советского Союза на боевом счету Ивана Федорова: после выполнения боевых заданий экипажами отмечалось до 10 очагов пожаров в населённых пунктах, 22.7.1943 группой Ивана Фёдорова был сбит один Fw-190, уничтожено и выведено из строя до 40 машин с живой силой противника, подавлен огонь 6 точек зенитной артиллерии, уничтожено до 8 подвод с грузом, выведен из строя один бронепоезд, в сделанных им 169 боевых вылетах приобрёл богатый опыт, который повседневно передаёт молодому лётному составу в вверенной ему эскадрилье.

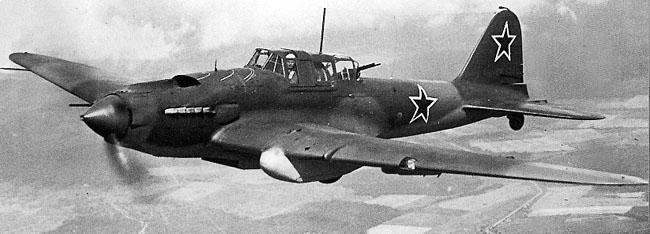
Самолет Ил-2

Представлен к званию Героя Советского Союза 26 августа 1943 года.
Командир эскадрильи 135-го штурмового авиационного полка 308-й штурмовой авиационной дивизии 3-го штурмового авиационного корпуса капитан Фёдоров погиб 13 декабря 1943 года при выполнении боевого вылета.
Указом Президиума Верховного Совета СССР «О присвоении звания Героя Советского Союза офицерскому составу военно-воздушных сил Красной Армии» от 4 февраля 1944 года за «образцовое выполнение боевых заданий командования на фронте борьбы с немецкими захватчиками и проявленные при этом отвагу и геройство» удостоен посмертно звания Герой Советского Союза.

## Участие в операциях и битвах
- Орловская операция «Кутузов» с 12 июля 1943 года по 18 августа 1943 года;
- Брянская операция с 17 августа 1943 года по 3 октября 1943 года.

## Эпизоды боев

### 15 июля 1942 года
Фёдоров летал ведущим группы пяти самолётов Су-2 на бомбардировку скопления войск и танков противника на заправочном пункте Калач-Сталинградский. Под обстрелом зенитной артиллерии и атак истребителей противника сделал 3 захода на цель. Группой сожжено 3 склада с горючим, 2 танка и другое военное имущество и снаряжение.

### 20 июля 1942 года
Фёдоров летал ведущим группы пяти самолётов Су-2 на бомбардировку железнодорожной станции, где происходила разгрузка войск и стоял состав с горючим. В результате бомбардировки разбито 4 цистерны и 4 вагона. Задание выполнялось под ураганным огнём зенитной артиллерии.

### 24 июля 1942 года
Фёдоров летал ведущим группы 3-х самолётов Су-2 на уничтожение переправы через реку Дон в районе Вертячий. На цель сделали 4 захода под сильным заградительным огнём зенитной артиллерии. На обратном пути группа встретила пару Ме-109, которые сделали две атаки. Группа Фёдорова приняла оборонительный воздушный бой, в результате которого в полном составе вернулась на свой аэродром.

### 23 июля 1943 года
Фёдоров летал ведущим группы 4-х самолётов Ил-2 без прикрытия истребителями на уничтожение переправы через реку Оптуха в районе Бакино. При подходе к цели группа была встречена сильным огнём зенитной артиллерии. Выполнили 5 атак на цель. На обратном пути группа встретила 3 самолёта Fw-190, которые сделали две атаки. Группа Федорова приняла оборонительный воздушный бой, в результате которого в полном составе вернулась на свой аэродром, самолёт Фёдорова получил сильные повреждения, и посадку Фёдоров производил на одну стойку шасси.

## Награды
- Медаль «Золотая Звезда» Героя Советского Союза (04.02.1944)[2];
- орден Ленина (04.02.1944)[2];
- орден Красного Знамени (19.07.1942)[4];
- орден Отечественной войны 1-й степени (02.08.1943)[1];
- орден Красной Звезды (29.12.1941)[3].

## Память
- В городе Донецке (Украина) на территории завода «Точмаш», где работал Герой до армии, установлен памятный знак[6].
- В посёлке Нарышкино Орловской области установлен памятник на аллея Славы[7].